# Antonio Vadillo
Antonio Jesús Vadillo Sánchez (Jerez de la Frontera, 28 marzo 1977) è un allenatore di calcio a 5 ed ex giocatore di calcio a 5 spagnolo, tecnico del Palma.

## Carriera

### Giocatore
Centrale difensivo, Vadillo cresce nella squadra della città natale.
Nel 2003 passa al Benicarló, calcando per quasi un decennio la massima categoria iberica e meritando le prime convocazioni in nazionale spagnola.
Una stagione all'Al-Rayyan (Qatar), quindi il ritorno in terra natìa per un ultimo quinquennio giocato, in maglia Palma.

### Allenatore
Appesi gli scarpini al chiodo, nell'estate 2017 i maiorchini lo promuovono alla guida tecnica della prima squadra.
Nel 2023 vince il suo primo trofeo ovvero la UEFA Futsal Champions League. È stato eletto miglior allenatore del mondo 2023.

## Palmarès

### Giocatore

#### Competizioni nazionali
- División de Plata: 1

Baix Maestrat: 2003-04

### Allenatore

#### Competizioni internazionali
- UEFA Champions League: 2

Palma: 2022-23, 2023-24
- Coppa Intercontinentale: 1

2023